# Taching am See
Taching am See è un comune tedesco di 1 934 abitanti, situato nel land della Baviera.